# Буда (Молдова)
Буда (рум. Buda) — село у Калараському районі Молдови. Адміністративний центр однойменної комуни, до складу якої також входить село Урсарі.

## Населення
За даними перепису населення 2004 року у селі проживали 799 осіб.
Національний склад населення села:
| Національність       | Кількість осіб | Відсоток   |
| -------------------- | -------------- | ---------- |
| молдавани румуни     | 749 25         | 93,7% 3,1% |
| цигани               | 14             | 1,8%       |
| росіяни              | 6              | 0,8%       |
| українці             | 4              | 0,5%       |
| інша / без відповіді | 1              | 0,1%       |
| Всього               | 799            | 100%       |